# Alfred Hellmuth Andersch
Alfred Hellmuth Andersch (4. února 1914, Mnichov – 21. února 1980, Berzona) byl německý-švýcarský spisovatel a kritik. Byl redaktorem literárních časopisů a zakládající člen skupiny 47. Ve svých dílech popisuje především lidi na okraji společnosti. Ústředním tématem je svobodná vůle jedince.

## Život
Pocházel z buržoazní rodiny. Studoval na Wittelsbachově gymnáziu, odkud byl pro špatný prospěch vyhozen. V osmnácti se stal vedoucím organizace Komunistického svazu mládeže v jižním Bavorsku. V roce 1933, kdy se k moci dostali nacisté, byl vězněn 3 měsíce v koncentračním táboře v Dachau. Po propuštění byl i nadále pronásledován a díky tomu upadl do hlubokých depresí.
V květnu 1935 se oženil s Angelikou Albertovou. Našel si práci v nakladatelství a začal cestovat po Itálii. K psaní literárních děl ho přivedl mnichovský soukromý učitel Günther Herzfeld. Ve psaní ho přerušila válka. V roce 1940 musel poprvé narukovat. V roce 1941 se vrátil a začal pracovat jako distributor kosmetické firmy ve Frankfurtu. Zde si začal milostný románek s Giselou Groneuer, která se později stala jeho druhou ženou. V roce 1942 umírá jeho matka v terezínském ghettu. V roce 1943 znovu narukuje do armády a v roce 1944 dezertuje a přechází k americké armádě.
V roce 1945 se vrací zpět do Německa do Darmstadtu. V roce 1946 do roku 1947 pracoval jako redakční asistent Ericha Kästnera v Mnichově. Později spolu s Hansem Wernerem Richterem vydává vlastní časopis Texte und Zeichen, který byl pro údajný nihilismus zakázán. V 60. letech se přestěhoval do Švýcarska. Svým odchodem protestoval proti politickému, sociálnímu a kulturnímu rozvoji Spolkové republiky Německa. V roce 1972 získal švýcarské občanství. Žil jako úspěšný spisovatel na volné noze. Se svou druhou ženou hodně cestovali. Od roku 1970 byl členem Německé akademie pro jazyk a literaturu.
Poslední roky života strávil na dialýze. Zemřel 21. února 1980 na selhání ledvin.

## Kritika Andersche
"Alfred Hellmuth Andersch je nedílnou součástí literatury a intelektuálního života Německa po roce 1945." (Karl Otto Conrady)

"Dlužím mu hodně, neboť on mě proslavil. Byl to on, kdo mě obeznámil s kulturním děním. Naučil mě všechny triky, ukázal mi mé šance a rizika. K mému štěstí hlavně v praxi." (Hans Magnus Enzensberger)

"Myslím, že každé hodnocení literárního díla, které Alfred Andersch jako mistr německé prózy nepolitizoval, by byl výsměch." (Max Frisch)

### Romány
- Zanzibar, 1957
- Rudovláska, 1960
- Efraim, 1967

### Povídky
- Třešně svobody, 1952
- Pizza San Gaetano, 1957
- Poslední důvod, 1965
- Milovník polostínu, 1963
- Dcera, 1970